# Ernesto Federico II di Sassonia-Hildburghausen
Ernesto Federico II di Sassonia-Hildburghausen (Hildburghausen, 17 dicembre 1707 – Hildburghausen, 13 agosto 1745) fu duca di Sassonia-Hildburghausen.

## Biografia
Fu il terzo, ma l'unico sopravvissuto, dei figli di Ernesto Federico I di Sassonia-Hildburghausen e di Sofia Albertina di Erbach-Erbach.
Succedette al padre a diciassette anni, nel 1724; sua madre, la duchessa Sofia Albertina, fu reggente del ducato sin quando egli non divenne maggiorenne, nel 1728.
Nel 1743 ricevette dall'elettrice del Palatinato un reggimento di fanteria che comandò come generale luogotenente. Successivamente, l'imperatore Carlo VII lo nominò generale in campo.
Durante la sua reggenza le finanze dello stato erano perennemente in pericolo e questo non giovò certamente alla sua immagine pubblica.

## Matrimonio ed eredi
A Fürstenau, il 19 giugno 1726 Ernesto Federico sposò Carolina di Erbach-Fürstenau dalla quale ebbe quattro figli:
- Ernesto Federico (1727-1780);
- Federico Augusto Alberto (1728-1735);
- Federico Guglielmo Eugenio (1730-1795);
- Sofia Amalia Carolina (1732-1799).

## Ascendenza
|                                                |   |                                        | Genitori                               |  |  | Nonni |  |  | Bisnonni                                |  |  | Trisnonni                   |  |
|                                                |   |                                        |                                        |  |  |       |  |  | Ernesto I di Sassonia-Coburgo-Altenburg |  |  | Giovanni di Sassonia-Weimar |  |
|                                                |   |                                        |                                        |  |  |       |  |  | Ernesto I di Sassonia-Coburgo-Altenburg |  |  | Giovanni di Sassonia-Weimar |  |
|                                                |   | Dorotea Maria di Anhalt                |                                        |  |  |       |  |  | Ernesto I di Sassonia-Coburgo-Altenburg |  |  |                             |  |
| Ernesto di Sassonia-Hildburghausen             |   |                                        |                                        |  |  |       |  |  | Ernesto I di Sassonia-Coburgo-Altenburg |  |  |                             |  |
|                                                |   | Elisabetta Sofia di Sassonia-Altenburg | Giovanni Filippo di Sassonia-Altenburg |  |  |       |  |  |                                         |  |  |                             |  |
|                                                |   | Elisabetta Sofia di Sassonia-Altenburg | Giovanni Filippo di Sassonia-Altenburg |  |  |       |  |  |                                         |  |  |                             |  |
|                                                |   | Elisabetta Sofia di Sassonia-Altenburg | Elisabetta di Brunswick-Wolfenbüttel   |  |  |       |  |  |                                         |  |  |                             |  |
| Ernesto Federico I di Sassonia-Hildburghausen  |   | Elisabetta Sofia di Sassonia-Altenburg |                                        |  |  |       |  |  |                                         |  |  |                             |  |
|                                                |   | Giorgio Federico di Waldeck            | Volrado IV di Waldeck                  |  |  |       |  |  |                                         |  |  |                             |  |
|                                                |   | Giorgio Federico di Waldeck            | Volrado IV di Waldeck                  |  |  |       |  |  |                                         |  |  |                             |  |
|                                                |   | Giorgio Federico di Waldeck            | Anna di Baden-Durlach                  |  |  |       |  |  |                                         |  |  |                             |  |
| Sofia Enrichetta di Waldeck                    |   | Giorgio Federico di Waldeck            |                                        |  |  |       |  |  |                                         |  |  |                             |  |
|                                                |   | Elisabetta Carlotta di Nassau-Siegen   | Guglielmo di Nassau-Siegen             |  |  |       |  |  |                                         |  |  |                             |  |
|                                                |   | Elisabetta Carlotta di Nassau-Siegen   | Guglielmo di Nassau-Siegen             |  |  |       |  |  |                                         |  |  |                             |  |
|                                                |   | Elisabetta Carlotta di Nassau-Siegen   | …                                      |  |  |       |  |  |                                         |  |  |                             |  |
| Ernesto Federico II di Sassonia-Hildburghausen |   | Elisabetta Carlotta di Nassau-Siegen   |                                        |  |  |       |  |  |                                         |  |  |                             |  |
|                                                | … | …                                      |                                        |  |  |       |  |  |                                         |  |  |                             |  |
|                                                | … | …                                      |                                        |  |  |       |  |  |                                         |  |  |                             |  |
|                                                | … | …                                      |                                        |  |  |       |  |  |                                         |  |  |                             |  |
| Giorgio Luigi I di Erbach-Erbach               | … |                                        |                                        |  |  |       |  |  |                                         |  |  |                             |  |
|                                                |   | …                                      | …                                      |  |  |       |  |  |                                         |  |  |                             |  |
|                                                |   | …                                      | …                                      |  |  |       |  |  |                                         |  |  |                             |  |
|                                                |   | …                                      | …                                      |  |  |       |  |  |                                         |  |  |                             |  |
| Sofia Albertina di Erbach-Erbach               |   | …                                      |                                        |  |  |       |  |  |                                         |  |  |                             |  |
|                                                |   | …                                      | …                                      |  |  |       |  |  |                                         |  |  |                             |  |
|                                                |   | …                                      | …                                      |  |  |       |  |  |                                         |  |  |                             |  |
|                                                |   | …                                      | …                                      |  |  |       |  |  |                                         |  |  |                             |  |
| Amalia Caterina di Waldeck-Eisenberg           |   | …                                      |                                        |  |  |       |  |  |                                         |  |  |                             |  |
|                                                |   | …                                      | …                                      |  |  |       |  |  |                                         |  |  |                             |  |
|                                                |   | …                                      | …                                      |  |  |       |  |  |                                         |  |  |                             |  |
|                                                |   | …                                      | …                                      |  |  |       |  |  |                                         |  |  |                             |  |
|                                                |   | …                                      |                                        |  |  |       |  |  |                                         |  |  |                             |  |